# HD 118010
HD 118010，又名CD-32 9459，SAO 204612、HR 5104，是一颗恒星，视星等为6.44，位于銀經313.24，銀緯28.69，其B1900.0坐标为赤經13h 29m 2.7s，赤緯-32° 28.69′ 52″。